# Verein für die Geschichte und Altertumskunde von Erfurt

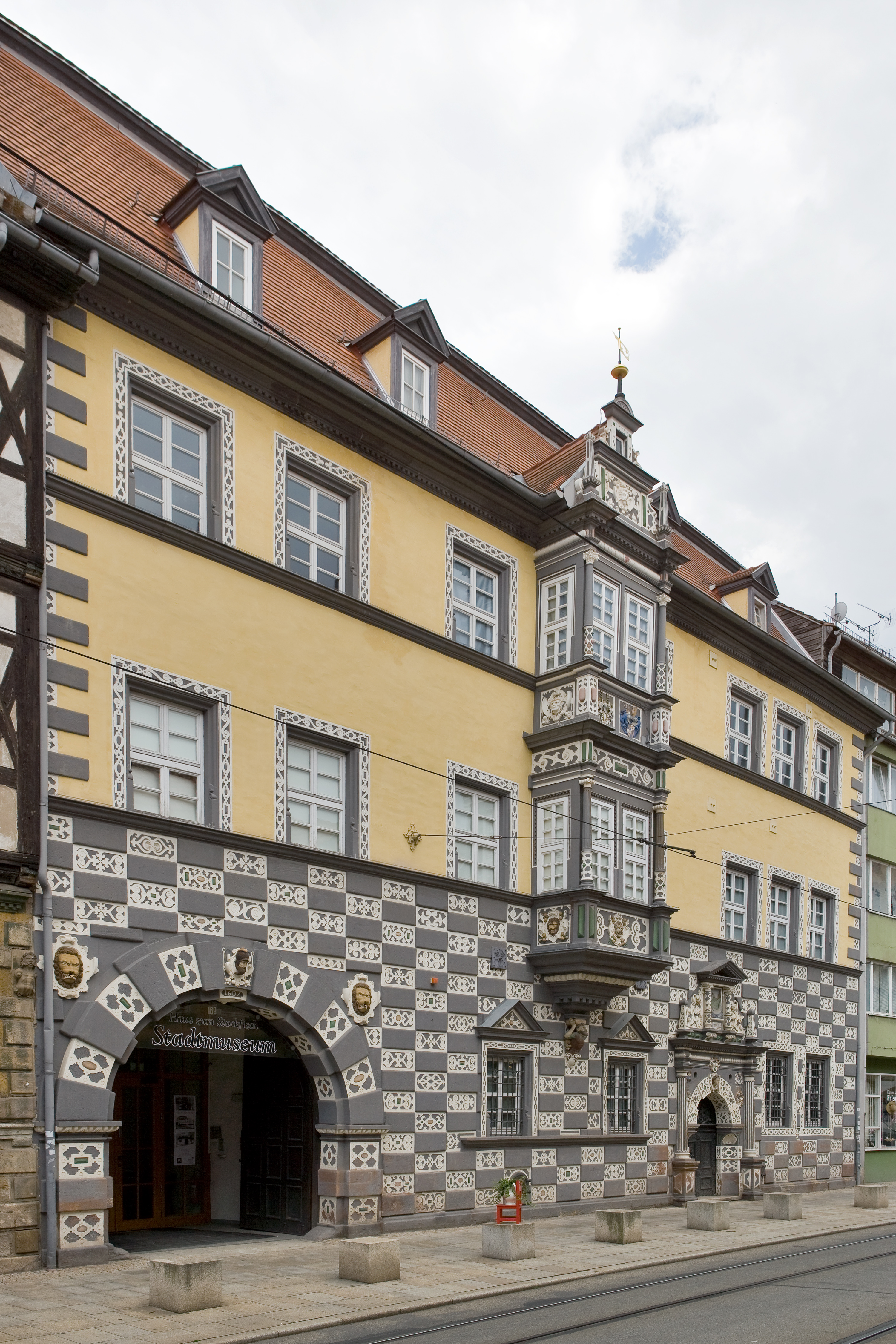
Stadtmuseum Erfurt, Sitz des Geschichtsvereins, von Nordwesten, Juli 2010

Der Verein für die Geschichte und Altertumskunde von Erfurt  zählt zu den  ältesten Geschichtsvereinen in Thüringen. Seine Hauptaufgabe ist die Erforschung und Verbreitung der Geschichte der Stadt Erfurt. Er hat seinen Sitz im Haus zum Stockfisch, dem Hauptgebäude des Stadtmuseums Erfurt.

## Geschichte und Aufgaben
Der Verein wurde 1863 gegründet. Zur DDR-Zeit existierte er nicht mehr, wurde jedoch nach der politischen Wende wieder belebt. Seit 1865 gibt der Verein jährlich die Mitteilungen des Vereins für die Geschichte und Altertumskunde von Erfurt (MVGAE) heraus. Jeder Band enthält Aufsätze, einen Rezensionsteil, archäologischen Jahresbericht, eine Erfurt-Bibliographie, Jahreschronik sowie Vereinsnachrichten. Daneben unterhält der Verein zwei weitere Schriftenreihen.
Außerdem veranstaltet der Verein Fachtagungen, die Montagsvorträge, das „Geschichtskränzchen“ und ist Mitveranstalter der Erfurter Synagogenabende.
Der Verein fördert den Informationsaustausch zwischen Historikern und Laien. Er beteiligt sich am Kulturleben der Stadt und an Diskussionen in den Bereichen Geschichte, Erinnerungskultur und Denkmalpflege.